# Samuel Mráz
Samuel Mráz (ur. 13 maja 1997 w Malackach) – słowacki piłkarz występujący na pozycji napastnika w szwajcarskim klubie Servette FC . W trakcie swojej kariery grał między innymi w FK Senica, MŠK Žilina, FC Crotone, Brøndby IF, Empoli oraz Motorze Lublin.
28 maja 2025 został zawodnikiem Servette FC .